# Maurice De Waele
Maurice De Waele (Lovendegem, 27 december 1896 – Maldegem, 14 februari 1952) was een Belgisch wielrenner, tussen 1921 en 1931 als beroepsrenner.

## Belangrijkste overwinningen
1921
- Eindklassement Ronde van België

1922
- Brussel-Luxemburg-Mondorf
- Brussel-Luik
- Nationaal kampioenschap veldrijden, Elite

1924
- 2e etappe Ronde van België
- Circuit des villes d'eaux d'Auvergne

1926
- Eindklassement Criterium du Midi
- Gp Alceida
- Parijs-Menin

1927
- Parijs-Menin
- 2e etappe Ronde van het Baskenland
- Ronde van het Baskenland
- 2e etappe Ronde van Frankrijk
- 13e etappe Ronde van Frankrijk

1928
- 2e etappe Vuelta Ciclista al País Vasco
- Eindklassement Vuelta Ciclista al País Vasco
- 8e etappe Ronde van Frankrijk
- 20e etappe Ronde van Frankrijk

1929
- 3 etappe Vuelta Ciclista al País Vasco
- Eindklassement Vuelta Ciclista al País Vasco
- 4e etappe Ronde van België
- 20e etappe Ronde van Frankrijk
- Eindklassement Ronde van Frankrijk

1930
- Circuit des Vosges
- Omloop van België

1931
- Lebbeke
- 2e etappe Ronde van België
- Eindklassement Ronde van België
- 20e etappe Ronde van Frankrijk

## Resultaten in voornaamste wedstrijden
| Jaar | Ronde van Italië | Ronde van Frankrijk | Ronde van Spanje |
| ---- | ---------------- | ------------------- | ---------------- |
| 1923 |                  |                     |                  |
| 1924 |                  |                     |                  |
| 1925 |                  |                     |                  |
| 1926 |                  |                     |                  |
| 1927 |                  | ↑ (2)               |                  |
| 1928 |                  | ↑ (2)               |                  |
| 1929 |                  | ↑ (1)               |                  |
| 1930 |                  |                     |                  |
| 1931 |                  | 5e (1)              |                  |

| Jaar | Ronde van Vlaanderen | Parijs-Roubaix | Luik-Bast.‑Luik | Parijs-Brussel | Parijs-Tours |
| ---- | -------------------- | -------------- | --------------- | -------------- | ------------ |
| 1923 | 13e                  | 24e            |                 | Zilver         |              |
| 1924 | 8e                   | 7e             | 6e              | 6e             |              |
| 1925 | 6e                   | 7e             |                 | 12e            | 21e          |
| 1926 |                      | 35e            |                 | 6e             | 26e          |
| 1927 | ↑                    | 61e            |                 | Brons          | 16e          |
| 1928 | 12e                  | 19e            |                 | 6e             | 22e          |
| 1929 |                      |                |                 | Zilver         | 7e           |
| 1930 | 4e                   | 6e             |                 |                |              |
| 1931 |                      |                |                 | 40e            |              |

## Bijnaam
Wegens zijn regelmaat noemden ze hem de metronoom.
- Bibliothèque nationale de France: cb17773198b (data)
- Virtual International Authority File: 370154441719135460000